# Mangle blanc
El mangle blanc (Laguncularia racemosa), (sinònim Conocarpus racemosa) és una espècie de manglar del gènere Laguncularia i planta nativa d'Àfrica occidental des del Senegal al Camerun, i del litoral de l'Oceà Atlàntic d'Amèrica, des de Bermuda, Florida, Bahames, Mèxic, el Carib i el sud del Brasil. En l'Oceà Pacífic des de Mèxic al nord-oest del Perú, incloent les Illes Galàpagos.

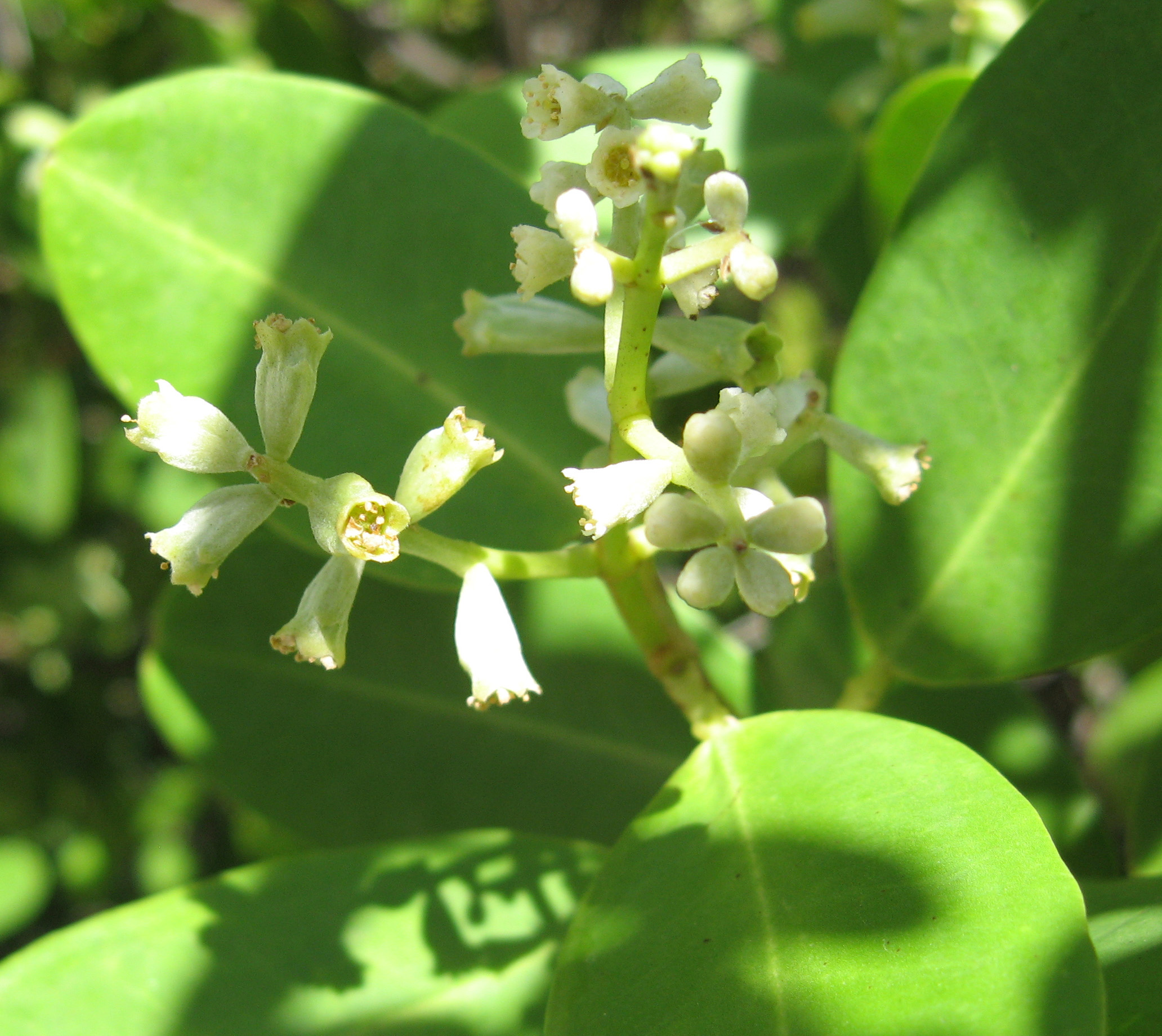
Laguncularia racemosa,flors

## Descripció
Aquesta espècie pot créixer en forma d'arbust, o d'arbre amb una alçada d'entre 12 a 18 m. Pot desenvolupar tant arrels tabulars (de suport) o àeries com neumatòfors depenent de les condicions del seu hàbitat. Les fulles, groc verdoses i amb textura coriàcia, són oposades, oblongo-el·líptiques, de 3-11 cm de llarg per 2-6 cm d'ample. L'àpex i la base són obtusos a arrodonits. Els pecíols de 7-15 (-20) mm de llarg amb 2 glàndules basals al revers que segreguen sucres. La inflorescència és una espiga axil·lar o terminal amb petites flors hermafrodites de color crema a blanc. A diferència de la majoria de les plantes, les llavors germinen al caure sobre sòl adequat, les llavors de L. racemosa, de la mateixa manera que ho fan els altres mangles. Comencen a germinar quan encara estan en el fruit (característica anomenada viviparisme), i un cop desenvolupats els petits propàguls, cauen a l'aigua on poden mantenir-se flotant durant 24 dies fins que troben un lloc on arrelar.
Pot créixer en àrees costaneres de badies, llacs, estuaris, preferint la vora interior del cinturó de mangles. Es troba més lluny de la línia de la marea que la majoria d'altres espècies de rizoforàcies.

## Taxonomia
Laguncularia racemosa va ser descrita per (L.) Karl Friedrich von Gaertner i publicada en Supplementum Carpologiae 209. 1807.6.